# ペッカ・ヒマネン

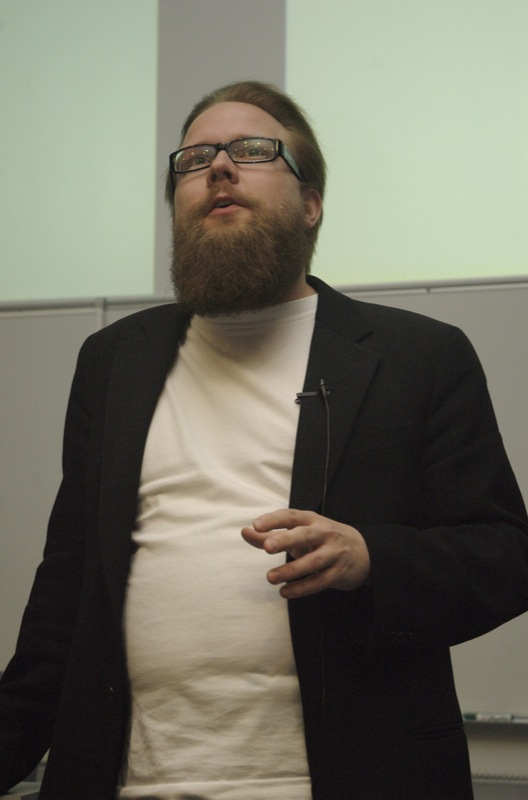
ペッカ・ヒマネン（2006年）

ペッカ・ヒマネン（Pekka Himanen、1973年10月19日 - ）は、フィンランド出身の哲学者である。専門は、社会哲学、社会思想、情報社会論、倫理学及びハッカー倫理。

## 経歴
1994年、20歳でヘルシンキ大学哲学科博士号を取得。大学では哲学を専攻しつつ、コンピュータサイエンスも学んでいる。博士論文は宗教哲学の分野で、バートランド・ラッセルの宗教批判を扱うフィンランド語の論文であった。ヘルシンキ大学教授を経て、現在カリフォルニア大学バークレー校客員教授。

## 日本語訳著書
- 『リナックスの革命――ハッカー倫理とネット社会の精神』（安原和見・山形浩生共訳、河出書房新社、2001年）
- 『情報社会と福祉国家――フィンランド・モデル』（マニュエル・カステルと共著、高橋睦子訳、ミネルヴァ書房、2005年）